# 圣莫里斯莱沙托讷夫
圣莫里斯-莱沙托讷夫（法語：Saint-Maurice-lès-Châteauneuf，法語發音：[sɛ̃ moʁis lɛ ʃatonœf]，意为“沙托讷夫附近的圣莫里斯”）是法国索恩-卢瓦尔省的一个市镇，属于沙罗勒区。

## 地理
圣莫里斯-莱沙托讷夫（46°12'58"N, 4°15'12"E）面积10.84 平方千米，位于法国勃艮第-弗朗什-孔泰大區索恩-卢瓦尔省，该省份为法国中部省份，北起顺时针与科多尔省、汝拉省、安省、罗讷省、卢瓦尔省、阿列省和涅夫勒省接壤。
与圣莫里斯-莱沙托讷夫接壤的市镇（或旧市镇、城区）包括：沃邦、沙西尼苏丹、沙托讷夫、布里奥奈地区利尼、圣埃德蒙、布里奥奈地区圣洛朗、唐孔。
圣莫里斯-莱沙托讷夫的时区为UTC+01:00、UTC+02:00（夏令时）。

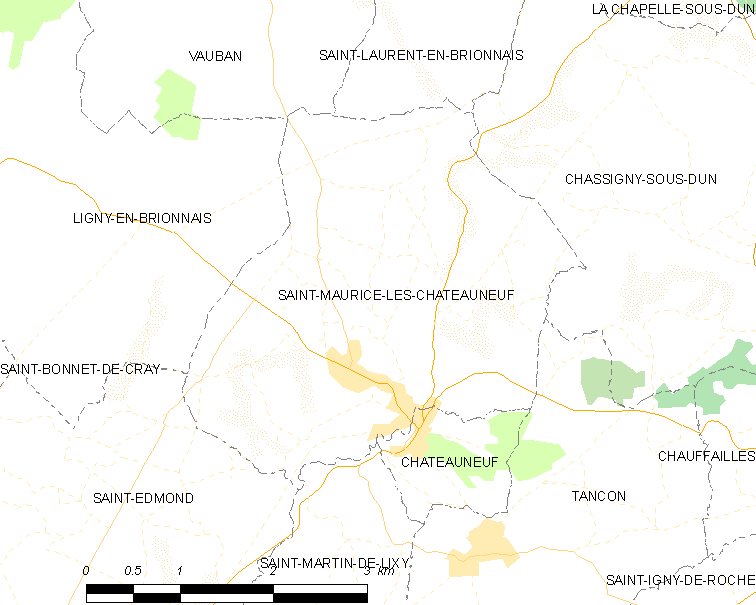
圣莫里斯-莱沙托讷夫的OSM定位图

## 行政
圣莫里斯-莱沙托讷夫的邮政编码为71740，INSEE市镇编码为71463。

## 政治
圣莫里斯-莱沙托讷夫所属的省级选区为绍法耶县。

## 人口

1962-2008年间圣莫里斯-莱沙托讷夫人口变化图示

圣莫里斯-莱沙托讷夫于2022年1月1日时的人口数量为595人。